# Caspar Grass
Caspar Grass (* 8. April 1639 in Zernez; † 15. September 1721 in Sarn) war ein Schweizer reformierter Pfarrer, Theologe und Bibelübersetzer.

## Leben
Caspar Grass wurde am 8. April 1639 in Zernez im Kanton Graubünden geboren. Wo er seine Schulausbildung erhielt, ist nicht bekannt. Am 9. April 1657 schrieb er sich an der Universität Basel zum Studium der Theologie ein, das er vermutlich bis 1659 betrieb. Am 2. Juni desselben Jahres nahm man ihn in Davos in die evangelisch-rätische Synode auf. Danach übernahm er Pfarrstellen in Flerden, Urmein, Sarn, Portein und Tartar. Ab 1661 war er knapp sechzig Jahre lang nur noch in Sarn, Portein und Tartar tätig. Er bewirkte, dass 1687 in Sarn eine neue Kirche erbaut wurde.
Gegen Anfang des 18. Jahrhunderts führte er die Bibelübersetzung ins Rätoromanische weiter, die der Triner Pfarrer Peter Saluz begonnen hatte. Nachdem sein Bruder Otto Grass verstorben war, wurde Caspar Grass 1713 Dekan des Oberen Bundes sowie Präses des Kolloquiums. Da er schon 73 Jahre alt war, ernannte man seinen Vetter Johann Grass Valentin zu seinem Stellvertreter. In seinen letzten Lebensjahren war er gesundheitlich so geschwächt, dass er bei seiner Pfarrtätigkeit von seinem Enkel Caspar Riedi unterstützt wurde.
Caspar Grass starb am 15. September 1721 in Sarn. Zwar hinterließ er nur ein Werk, trotzdem wird er zu den einflussreichsten reformierten Theologen der Drei Bünde in der zweiten Hälfte des 17. Jahrhunderts und Anfang des 18. Jahrhunderts gezählt.

## Werk
- Disputatio theologica de meritis operum. Basel, 1659